# Зеда-Агара
Зеда-Агара (груз. ზედა აგარა) — село в Кедском муниципалитете Грузии.

## География
Зеда-Агара находится на берегу реки Агарисцкали (правый приток реки Аджарисцкали), на расстоянии в 7 километрах от посёлка городского типа Кеда, административного центра муниципалитета. Абсолютная высота — 440 метров над уровнем моря.

## Население
По данным переписи 2014 года в селе проживает 106 человек.

### Демография
| Год переписи | Население |
| ------------ | --------- |
| 2002         | 226       |
| 2014         | 106       |

### Национальный состав
По национальной структуре грузины составили 100% населения села.